# Expiremont
Expiremont ist eine südwestfranzösische Gemeinde mit 120 Einwohnern (Stand: 1. Januar 2022) im Département Charente-Maritime in der Region Nouvelle-Aquitaine (vor 2016 Poitou-Charentes). Sie gehört zum Arrondissement Jonzac und zum Kanton Les Trois Monts. Die Einwohner werden Expiremontais genannt.

## Lage
Expiremont liegt im Süden der Saintonge etwa 60 Kilometer nordnordöstlich von Bordeaux. Umgeben wird Expiremont von den Nachbargemeinden Tugéras-Saint-Maurice im Nordwesten und Norden, Chaunac im Nordosten, Pommiers-Moulons im Osten, Montendre im Süden und Südwesten sowie Coux im Südwesten und Westen.

## Bevölkerungsentwicklung
| Jahr                       | 1962 | 1968 | 1975 | 1982 | 1990 | 1999 | 2006 | 2019 |
| Einwohner                  | 115  | 122  | 99   | 104  | 87   | 105  | 116  | 129  |
| Quellen: Cassini und INSEE |      |      |      |      |      |      |      |      |

## Sehenswürdigkeiten

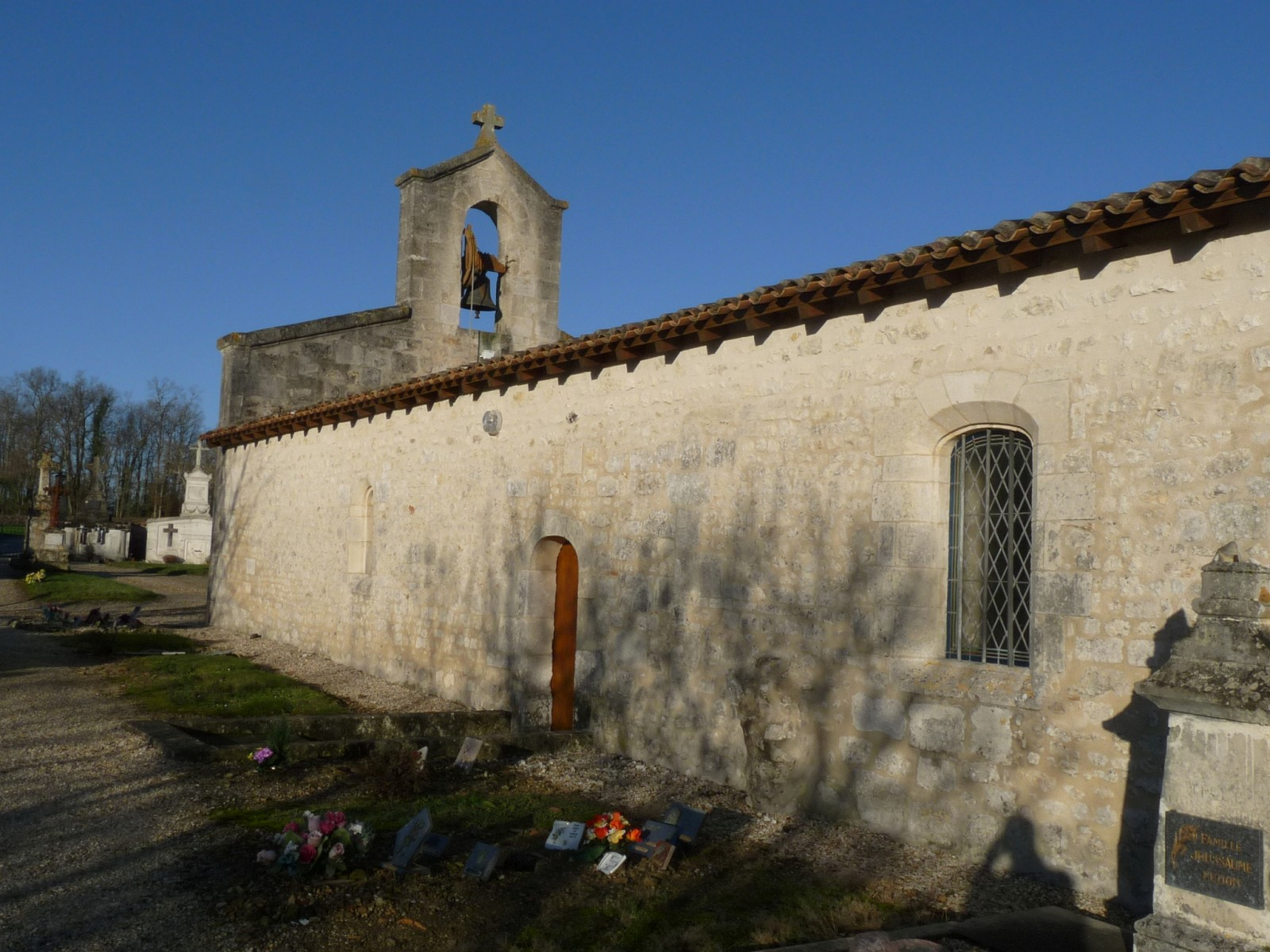
Kirche Sainte-Madeleine

- Kirche Sainte-Madeleine